# Rio Birdeana
O Rio Birdeana é um rio da Romênia afluente do Rio Pogăniş, localizado no distrito de Caraş-Severin.